# Jamie Lynn Spears
Jamie Lynn Marie Spears, ameriška filmska in televizijska igralka ter pevka, *4. april 1991, McComb, Mississippi, Združene države Amerike.
Je mlajša sestra zvezdniške pop pevke Britney Spears in hčerka ameriške pisateljice Lynne Spears.
Najbolje je poznana po Nickelodeonovih televizijskih serijah All That in Zoey 101, v kateri je igrala Zoey Brooks.

## Zgodnje življenje
Jamie Lynn Marie Spears se je rodila 4. aprila 1991 v McCombu, Mississippi, Združene države Amerike, kot hči Jamieja in Lynne Spears. Ima tudi starejšo sestro, pop zvezdnico Britney Spears in starejšega brata, producenta Bryana Spearsa. Šolala se je na šoli Parklane Academy, kjer je bila navijačica in članica košarkaskega moštva. Svojo izobrazbo je končala preko spletnih dopisovanj, diplomo pa je prejela februarja 2008, ko se je šolala na srednji šoli Kentwood High School v Kentwoodu, Louisiana.

## Kariera

### Igranje
Jamie Lynn Spears je s svojo igralsko kariero pričela leta 2002, ko je igrala mlajšo verzijo Lucy Wagner, glavnega lika, v filmu Več kot dekle; starejšo verzijo je igrala njena starejša sestra, Britney Spears.
Kasneje je podpisala pogodbo in tako dobila eno izmed glavnih vlog v Nickelodeonovi televizijski seriji All That, kjer pa je nastopala pod imenom »Jamie Spears«. Njen nastop je bil s strani kritikov pohvaljen in v seriji je ostala še zadnje tri sezone, od leta 2002 do leta 2004. Kasneje je prevzela glavno vlogo, vlogo Zoey Brooks v televizijski seriji Zoey 101. Serija se je na kanalu Nickelodeon prvič predvajala leta 2005 in posneli so štiri sezone, ki so Jamie Lynn Spears prinesle nagrado Hollywood Award, nagrado Young Artist Award in nagrado Nickelodeon Kids Choice Awards. Snemanje je bilo prekinjeno leta 2008.
Njene ostale vloge vključujejo vlogo Mandy Ferner v eni epizodi ABCjevi komične televizijske serije Miss Guided, natančneje v epizodi »Hot Sub«, in glasovno vlogo v animiranem filmu Unstable Fables: Goldilocks & 3 Bears Show, kjer je glas posodila Goldilocksu. Obe deli je posnela leta 2008.

### Petje
Jamie Lynn Spears je na začetku svoje igralske kariere dejala, da se zaenkrat namerava osredotočiti na igranje, vendar da bo nekoč zagotovo začela tudi s pevsko kariero.
Za serijo Zoey 101 je zapela soundtrack »Follow Me«, v marcu 2009 pa je začela s snemanjem svojega prvega glasbenega albuma, ki bo v glavnem vsebal country pesmi.

## Zasebno življenje
V intervjuju za revijo OK! je Jamie Lynn Spears 20. decembra 2007 povedala, da pričakuje otroka s svojim fantom, Caseyjem Aldridgeom. Nickelodeon je kmalu za tem izjavil, da namerava spoštovati njeno odločitev in da bodo naredili vse za njeno dobro počutje. V maju 2008 sta se Aldridge in Spearsova preselila nazaj v Liberty, Mississippi in kupila hišo, kjer sta nameravala vzgajati otroka.
19. junija 2008 je Jamie Lynn Spears rodila hčerko Maddie Briann Aldridge v bolnišnici v McCombu, Mississippi. Revija OK! je plačala 1 milijon ameriških dolarjev za prve slike novorojene Maddie Briann, ki so bile posnete 10. julija 2008.
Jamie Lynn Spears in Casey Aldridge sta svojo zaroko odpovedala marca 2009, Spearsova pa je razmerje dokončno končala in se odselila februarja 2010.

### Kontroverznost
Potrditev njene nosečnosti je postala medijska zgodba o »glamurozni« najstniški nosečnosti.
Dodatna kontroverznost je bila posledica tega, da je bila Jamie Lynn Spears nekaj let mlajša od svojega partnerja, Caseyja Aldridgea, zaradi česar bi bil Aldridge lahko obtožen posilstva. Kasneje se je izkazalo, da je Aldridge manj kot dve leti starejši od nje.

### Paparazzi
4. junija 2008 je Jamie Lynn Spears v Amite Countyju, Mississippi, vložila tožbo proti Edwinu Merrinu, paparazzu, za katerega je verjela, da je njej in njenemu partnerju sledil in ju zasledoval. Merrino je to zanikal, vendar je na koncu vseeno moral plačati 1096 $ obveznice.

## Filmografija
| Filmi      | Filmi                                      | Filmi             | Filmi                           |
| Leto       | Naslov                                     | Vloga             | Opombe                          |
| ---------- | ------------------------------------------ | ----------------- | ------------------------------- |
| 2002       | Več kot dekle                              | Mlada Lucy Wagner |                                 |
| 2008       | Unstable Fables: Goldilocks & 3 Bears Show | Goldilocks        | Glasovna vloga                  |
| Televizija |                                            |                   |                                 |
| Leto       | Naslov                                     | Vloga             | Opombe                          |
| 2002–2004  | All That                                   | Ona               | 33 epizod                       |
| 2005–2008  | Zoey 101                                   | Zoey Brooks       | Glavna vloga                    |
| 2008       | Miss Guided                                | Mandy Ferner      | »Hot Sub« (sezona 1, epizoda 2) |

## Diskografija
- 2006 - »Follow Me« (soundtrack za televizijsko serijo Zoey 101)

## Nagrade in nominacije
| Leto                                                                               | Nagrada                                                                            | Kategorija | Film | Rezultat   |
| ---------------------------------------------------------------------------------- | ---------------------------------------------------------------------------------- | --- | --- | ---------- |
| 2004                                                                               | Blimp Award                                                                        | Najljubša televizijska igralka | All That | Nominirana |
| 2005                                                                               | Young Artist Award                                                                 | Izstopajoča mlada igralska ekipa v televizijski seriji | All That (skupaj s Chelseo Brummet, Ryanom Colemanom, Liso Foiles, Christino Kirkman, Shaneom Lyonsom, Giovonnie Samuels, Jackom De Seno in Kyleom Sullivanom)           | Nominirana |
| 2005                                                                               | Teen Choice Award                                                                  | Najboljši prebojni nastop - ženska igralka | Zoey 101 | Nominirana |
| 2005                                                                               | Young Hollywood Award                                                              | Ženska igralka, vredna ogleda | | Dobila     |
| 2006                                                                               | Blimp Award                                                                        | Najljubša televizijska igralka | Zoey 101 | Dobila     |
| 2006                                                                               | Young Artist Award                                                                 | Najboljši nastop mlade igralske ekipe v komični ali dramatični televizijski seriji                                                                                       | Zoey 101 (skupaj s Seanom Flynnom, Paulom Butcherjem, Kristin Herrera, Victorio Justice, Christopherjem Masseyjem, Alexo Nikolas, Erin Sanders in Matthewom Underwoodom) | Dobila     |
| 2007                                                                               | Young Artist Award                                                                 | Najboljši nastop mlade igralske ekipe v komični ali dramatični televizijski seriji                                                                                       | Zoey 101 (skupaj s Seanom Flynnom, Paulom Butcherjem, Kristin Herrera, Victorio Justice, Christopherjem Masseyjem, Alexo Nikolas, Erin Sanders in Matthewom Underwoodom) | Dobila     |
| Najboljši nastop mlade glavne igralke v komični ali dramatični televizijski seriji | Young Artist Award                                                                 | Zoey 101 | Nominirana |            |
| Blimp Award                                                                        | Najljubša televizijska igralka                                                     | Zoey 101 | Nominirana |            |
| Blimp Award                                                                        | Najljubša televizijska igralka                                                     | Zoey 101 | Nominirana | 2008       |
| Young Artist Award                                                                 | Najboljši nastop mlade glavne igralke v komični ali dramatični televizijski seriji | Zoey 101 | Nominirana |            |
| Young Artist Award                                                                 | Najboljši nastop mlade igralske ekipe v komični ali dramatični televizijski seriji | Zoey 101 (skupaj s Seanom Flynnom, Paulom Butcherjem, Kristin Herrera, Victorio Justice, Christopherjem Masseyjem, Alexo Nikolas, Erin Sanders in Matthewom Underwoodom) | Nominirana |            |